# Ponte Galeria

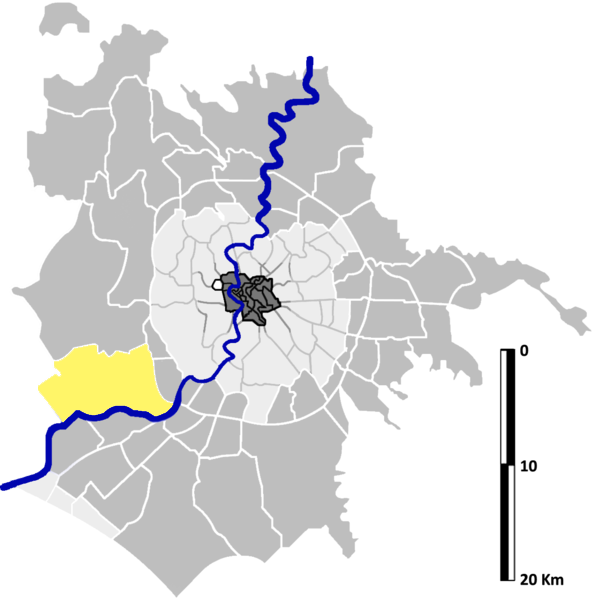
Localisation de Ponte Galeria sur la carte administrative de Rome.

Ponte Galeria est une zona di Roma (zone de Rome) située au sud-ouest de Rome dans l'Agro Romano en Italie. Elle est désignée dans la nomenclature administrative par Z.XLI et fait partie du Municipio XI. Sa population est de 8 493 habitants répartis sur une superficie de 42,99 km2.
Il forme également une « zone urbanistique » désigné par le code 15.g, qui compte en 2010 : 9 390 habitants.

## Lieux particuliers
- L'église Santa Maria Madre della Divina Grazia.
- Le Centre d'identification et d'explusion (CIE) des étrangers en situation irrégulière.